# Bloque Calima de las AUC
El Bloque Calima de las AUC fue una de las subestructuras paramilitares de las Autodefensas Unidas de Colombia, entre 1999 y 2004.

## Historia

### Antecedentes

#### Conflicto armado entre 1970-1990
En el corregimiento de Ortega del municipio de Cajibío (Cauca), un grupo de indígenas conformaron las Autodefensas Campesinas de Ortega, con antecedentes en los años 60, vinculadas al paramilitarismo y en guerra con las guerrillas. A finales de los años 80, en Sevilla (Valle del Cauca) disidentes de la Unión Patriótica crearon un grupo paramilitar denominado Autodefensas Campesinas de Sevilla, al ser declarados objetivo militar por las Fuerzas Armadas Revolucionarias de Colombia - Ejército del Pueblo (FARC-EP). Estos grupos recibieron apoyo de Carlos Castaño y del Bloque Calima y se desmovilizarían en 2003.

#### Conflicto armado entre 1990-2002
Henry Loaiza ‘El Alacrán’, y Arturo de Jesús Herrera Saldarriaga ‘Bananas’, en complicidad con la Fuerza Pública (militares y policías) sometieron a las poblaciones de Trujillo y Riofrío (Valle del Cauca).
A finales de los años 90, se vivía un recrudecimiento del conflicto armado interno en el Valle del Cauca con la presencia las guerrillas de las Fuerzas Armadas Revolucionarias de Colombia - Ejército del Pueblo (FARC-EP) y del Ejército de Liberación Nacional (ELN), por lo cual Diego León Montoya 'Don Diego' y otros narcotraficantes del Cartel del Norte del Valle, solicitaron enviar fuerzas paramilitares a los hermanos Castaño (Carlos y Vicente), quienes enviaron a ‘Rafa Putumayo’, al centro de la región montañosa del Valle del Cauca, con 50 de sus hombres entrenados por las Autodefensas Campesinas de Córdoba y Urabá (Accu), para iniciar su guerra antisubversiva.

### Bloque Calima
El Bloque Calima se establece oficialmente el 31 de julio de 1999 en Tuluá (Valle del Cauca), aunque ya se presentaban hechos de violencia anteriores, con alianzas con la Fuerza Pública, autoridades civiles financiados por narcotraficantes como 'Don Diego' y 'Gordolindo' y empresarios. Desde 2002 inició a debilitarse por las operaciones contra el narcotráfico. Otro de los factores que incidió en su declive fue la guerra entre Diego León Montoya ‘Don Diego’, y su ejército denominado ‘Los Machos’, y Wilber Varela ‘Jabón’, quien conformo ‘Los Rastrojos’.

## Área de Operaciones
Estuvieron presentes en los departamentos de Cauca, Valle del Cauca, Huila y Quindío. 
Este Bloque estaba integrado por los Frentes: Central (ubicado en Tuluá y sus alrededores), Pacífico (ubicado en Buenaventura y algunos municipios costeros de Cauca), Cacique Calarcá o Quimbaya (Ubicado en algunos municipios del norte del Valle del Cauca y Quindío), La Buitrera (Ubicado en Palmira y sus alrededores) y Farallones (ubicado en varios municipios de Cauca).

## Miembros principales
Este bloque estuvo liderado por José Ever Veloza, 'HH', 'Mono Veloza' o 'Carepollo'. Su comandante urbano fue José de Jesús Pérez Jiménez 'Sancocho', Elkin Casarrubia Posada 'El Cura' (comandante militar), Jesús Ignacio Roldán 'Monoleche' (jefe de sicarios/escoltas, comandante de operativos y administrador de fincas y guardaespaldas de Vicente Castaño, jefe intelectual o cerebro de las AUC), Juan Mauricio Aristizabal 'Don Álex' (comandante financiero).
Otros miembros fueron  Norberto Hernández Caballero, ‘Román’, Omar Gómez Ruíz, Omar Erney Muñoz Pacheco, Mario Robinson Martínez Delgado, José Ruperto García Quiroga, John Kennedy Arias Marín, Giancarlos Gutiérrez Suárez, Jaime Manuel Mestre Santamaría, Alveir Antonio Úsuga Graciano, Vladimir González, Nevel Sadoc Hernández Charrasquiel, John Freddy Polo Tabares, Germán Santos, Rubiel Garcés López, Frivet Márquez Hurtado, John Deiby Ortega, Carlos Mauricio Gómez, Duque y José Fernando Serna.

## Crímenes y financiación

### Masacres y desplazamiento
Según el Centro Nacional de Memoria Histórica, este bloque fue responsable de 119 masacres entre 1999 y 2004 y de 3.400 hechos de desplazamiento forzado individual y colectivo.
Algunas de las masacres con más víctimas fueron: la Masacre del Naya (2001),  la Masacre en Buenaventura, en abril de 2001: 29 muertos, y la masacre en la vereda Alaska, del corregimiento La Habana, de Buga, en octubre de 2001: 24 muertos. Otras masacres fueron la Masacre de San Pedro (2000):8 muertos.

### Narcotráfico
Desde su fundación el Bloque Calima estuvo financiado y vinculado al narcotráfico.

## Proceso de paz
El 18 de diciembre del 2004, 564 integrantes del Bloque Calima de las AUC se desmovilizaron en el corregimiento de Galicia, en Bugalagrande (Valle del Cauca). Entregaron 451 armas de fuego. En 2014, según un reporte el 26% de sus miembros habrían retomado las armas.
Su comandante José Ever Veloza, HH o Carepollo, y Jesús Ignacio Roldán alias 'Monoleche' han pedido perdón a las víctimas y han intentado reparar el daño.